# Апеляційний суд Донецької області
Апеляційний суд Донецької області — колишній загальний суд апеляційної (другої) інстанції, розташований у містах Бахмут і Маріуполь, юрисдикція якого поширювалася на Донецьку область (після початку російської агресії — на контрольовану Україною її частину).
Починаючи з 2002 року частина апеляційного суду Донецької області розташована в м. Маріуполі; а 2006 року — і в місті Артемівську (тепер Бахмут).
7 липня 2014 року, внаслідок загострення ситуації в Донецьку, суд припинив роботу. На цей час підсудні йому справи розглядав Апеляційний суд Запорізької області (крім тих, що розглядалися в Маріуполі). 26 травня 2015 року Апеляційний суд Донецької області відновив свою діяльність в Артемівську (Бахмут).
Суд здійснював правосуддя до початку роботи Донецького апеляційного суду, що відбулося 3 жовтня 2018 року.

## Керівництво
Голова суду — Лісовий Олександр Олександрович
 Заступник голови суду — Гапонов Андрій В'ячеславович
 Заступник голови суду — Гєрцик Ростислав Валерійович
 Керівник апарату — Місько Наталя Олександрівна.

## Підсудність
| Суд, який переглядає справи: | Апеляційний суд Донецької області у м. Бахмуті | Апеляційний суд Донецької області у м. Маріуполі                                                                                      |
| ---------------------------- | --- | --- |
| Суд першої інстанції:        | Бахмутський Дзержинський Димитровський Добропільський Дружківський Костянтинівський Краматорський Красноармійський Краснолиманський Мар'їнський Новогродівський Олександрівський Селидівський Слов'янський | Перший окружний суд міста Маріуполя Другий окружний суд міста Маріуполя Володарський Вугледарський Волноваський Великоновосілківський |